# Radiații optice (anatomie)
Radiațiile optice (Radiatio optica) sau radiația Gratiolet, fibrele Gratiolet, radiațiile geniculocalcarine, fasciculul geniculocalcarin, radiația Wernicke, radiația occipitotalamică, fibrele geniculocorticale sunt un sistem masiv de fibre nervoase în evantai care provin din corpul geniculat lateral al talamusului și se termină în cortexul vizual (cortexul striat sau calcarin, aria 17 Brodmann); fibrele trec prin partea retrolenticulară și sublenticulară a capsulei interne spre coroana radiată, apoi se curbează posterior, formând o curbă cu concavitatea posteromedială de-a lungul peretelui superolateral al cornului temporal și fața laterală a cornului occipital a ventriculului lateral, fiind separat de aceasta prin tapetum, ulterior se îndreaptă spre cortexul striat de pe suprafața medială și polul lobului occipital.
Radiațiile optice au fost descrise de Louis Pierre Gratiolet, anatomist francez (1815-1865) și Karl Wernicke, neurolog german (1848–1905).